# Acacia nemu
Acacia nemu é uma espécie de leguminosa do gênero Acacia, pertencente à família Fabaceae.